# Chiesa di Santa Sofia (Torre d'Isola)
La chiesa di Santa Sofia è una piccola cappella, ora sconsacrata, situata nel territorio comunale di Torre d'Isola a poca distanza da Pavia.

## Storia e descrizione
Secondo il racconto tramandato dal cronista Notekero Bàlbulo, Carlo Magno, mentre era impegnato nell’assedio di Pavia del 773-774, fece realizzare dai suoi uomini in un solo giorno la chiesa per poter meglio assistere agli offici divini. Al di là della fantasiosa narrazione del cronista, sicuramente presso la chiesa sorse nel IX secolo una residenza di proprietà regia, nella quale soggiornarono Ludovico II e Carlo il Calvo che, il 28 febbraio dell’876, qui (in Sancta Suphia iuxta Papiam) emise un precetto a favore del vescovo di Cremona Benedetto.
Nel XII secolo la chiesa era controllata dai monaci di San Pietro in Ciel d’Oro, che detenevano anche un porto sul Ticino a Santa Sofia. Secondo il cronista pavese Opicino de Canistris nei pressi di Santa Sofia i celti fondarono inizialmente la città di Pavia, ma, per quanto in passato furono rinvenuti all'interno del territorio reperti dell'età del bronzo e celtici, recenti indagini archeologiche non hanno fatto riemergere tracce di tale insediamento. Tuttavia, da documenti notarili del XIII secolo siamo informati che nei dintorni della chiesa esisteva una struttura fortificata, castellarium, provvisto di due torri rotonde, forse riconducibile alla residenza regia di età carolingia. Sempre nel Duecento, i monaci di San Pietro in Ciel d'Oro per potenziare la produttività agricola della zona fondarono un borgo nei pressi della chiesa. Nel 1522, un grande esercito francese, guidato da Odet de Foix, si accampò presso la chiesa, per poi muovere contro Pavia, che verrà assediata senza successo. Nel 1576 la chiesa fu fatta ricostruire da Giambattista Molo Bellinzona e nel 1635 fu riaffrescata e dotata di sacrestia.
Nel corso del XX secolo la chiesa cadde in stato di forte abbandono, tanto che la piena del Ticino del 1927 rischiò di cancellarla del tutto. L'edificio è posto infatti sulla sommità di alto e panoramico terrazzo alluvionale posto sulla riva sinistra del Ticino a circa 8 chilometri a ord-ovest di Pavia che, dalla chiesa, scende a strapiombo verso il fiume con un dislivello di circa 20 metri. La piena del 1927, erodendo parte del terrazzo, provocò il crollo della sacrestia e il cedimento dell'angolo sud-est della chiesa. Negli anni successivi furono asportati dalla facciata due leoni in pietra romanici che l'adornavano (probabilmente provenienti dalla chiesa originaria), l'acquasantiera e gran parte degli affreschi andarono persi. La chiesa fu restaurata nel 1993 ed è utilizzata per manifestazione, mostre d'arte e vi vengono anche celebrati matrimoni.